# Гардез
Гарде́з — місто на сході Афганістану, на півдні від Кабулу. Столиця провінції Пактія. Важливий транспортний вузол між містами Кабул, Газні та державою Пакистан.
Під час радянської інтервенції у Афганістан у 1980–1987 роках використовувався як база розташування підрозділів радянської 40-ї армії.

## Клімат
Місто знаходиться у зоні, котра характеризується кліматом помірних степів та напівпустель. Найтепліший місяць — липень із середньою температурою 21.8 °C (71.2 °F). Найхолодніший місяць — січень, із середньою температурою -5.5 °С (22.1 °F).
| Клімат Гардеза          | Клімат Гардеза | Клімат Гардеза | Клімат Гардеза | Клімат Гардеза | Клімат Гардеза | Клімат Гардеза | Клімат Гардеза | Клімат Гардеза | Клімат Гардеза | Клімат Гардеза | Клімат Гардеза | Клімат Гардеза | Клімат Гардеза |
| Показник                | Січ.           | Лют.           | Бер.           | Квіт.          | Трав.          | Черв.          | Лип.           | Серп.          | Вер.           | Жовт.          | Лист.          | Груд.          | Рік            |
| Середня температура, °C | −5,5           | −4             | 3,1            | 10,1           | 14,7           | 19,8           | 21,8           | 20,9           | 16,4           | 10,2           | 4,4            | −1,1           | 9,2            |
| Норма опадів, мм        | 38.4           | 64.3           | 73.3           | 59.4           | 29.3           | 6.9            | 21.7           | 13             | 2.6            | 7.7            | 14.8           | 34.7           | 366.1          |
| Днів з опадами          | 1              | 1,3            | 6,3            | 9,1            | 6,7            | 2,7            | 4,4            | 3,3            | 1,3            | 2,3            | 2,9            | 1              | 42,3           |
| Вологість повітря, %    | 65.6           | 69.1           | 63.7           | 56.8           | 46.7           | 39.3           | 48.9           | 50.3           | 44.6           | 44.4           | 49.5           | 57.6           | 53             |
| ----------------------- | -------------- | -------------- | -------------- | -------------- | -------------- | -------------- | -------------- | -------------- | -------------- | -------------- | -------------- | -------------- | -------------- |
| Джерело: Weatherbase    |                |                |                |                |                |                |                |                |                |                |                |                |                |